# Dunaj-Klucz
Dunaj-Klucz (ros. Дунай-Ключ) – osiedle w Rosji, w obwodzie kemerowskim, w rejonie biełowskim. W 2010 liczyło 288 mieszkańców.